# Сантос Миранда, Матеус дос
Мате́ус дос Са́нтос Мира́нда (порт.-браз. Matheus dos Santos Miranda; род. 19 января 2000, Маже, Рио-де-Жанейро), более известный как Миранда (порт.-браз. Miranda) — бразильский футболист, защитник клуба «Васко да Гама».

## Клубная карьера
Сантос Миранда — воспитанник клуба «Васко да Гама». 14 июня 2018 года в матче против «Интернасьонал» Матеус в бразильской Серии A.

## Международная карьера
В октябре 2023 года Миранда принял участие в Панамериканских играх в Чили. На турнире он сыграл в матчах против Колумбии и США. В поединке против американцев Матеус забил гол.